# ألان جيبسون
ألان جيبسون (بالفرنسية: Alan Gibson)‏ (و. 1938 – 1987 م) هو مخرج أفلام كندي، ولد في لندن، توفي في لندن، عن عمر يناهز 49 عاماً.

## وصلات خارجية
- ألان جيبسون على موقع IMDb (الإنجليزية)
- ألان جيبسون على موقع ألو سيني (الفرنسية)
- ألان جيبسون على موقع تيرنر كلاسيك موفيز (الإنجليزية)
- ألان جيبسون على موقع أول موفي (الإنجليزية)
- ألان جيبسون على موقع قاعدة بيانات الأفلام السويدية (السويدية)
- ألان جيبسون على موقع قاعدة بيانات الفيلم (الإنجليزية)
- ألان جيبسون على موقع كينوبويسك (الروسية)